# Большекашелакское сельское поселение
Большекашелакское сельское поселение  или Большекашелакское муниципальное образование — муниципальное образование со статусом сельского поселения в Куйтунском районе Иркутской области России.
Административный центр — Большой Кашелак.

## Население
| 2010 | 2011 | 2012 | 2013 | 2014 | 2015 | 2016 |
| ---- | ---- | ---- | ---- | ---- | ---- | ---- |
| 383  | ↘381 | ↘370 | ↘359 | ↘350 | ↗354 | ↘352 |
| 2017 |      |      |      |      |      |      |
| ↘321 |      |      |      |      |      |      |

По результатам Всероссийской переписи населения 2010 года численность населения муниципального образования составила 383 человека, в том числе 184 мужчины и 199 женщин.

## Населённые пункты
В состав муниципального образования входят населённые пункты:
| № | Населённый пункт | Тип населённого пункта | Население |
| - | ---------------- | ---------------------- | --------- |
| 1 | Апраксина        | село                   | ↘86       |
| 2 | Большой Кашелак  | село                   | ↘261      |
| 3 | Меньчукова       | деревня                | →5        |
| 4 | Полтава          | деревня                | →14       |
| 5 | Ромоданова       | деревня                | →0        |
| 6 | Ивановский       | участок                | ↘4        |

### Упразднённые населённые пункты
- деревня Малый Кашелак — упразднена 10 июля 2014 года[12]
- участок Корневский
- участок Адамовский